# Ehningen
Ehningen è un comune tedesco di 7 637 abitanti, situato nel land del Baden-Württemberg.